# Micropithecus
Il micropiteco (gen. Micropithecus) è un primate estinto, appartenente ai catarrini. Visse nel Miocene inferiore - medio (circa 19 - 15 milioni di anni fa) e i suoi resti fossili sono stati ritrovati in Africa.

## Descrizione
Tutto ciò che si conosce di questo animale sono alcuni denti isolati, una mandibola e un palato ben conservato, ed è quindi difficile ricostruirne l'aspetto. È probabile che Micropithecus fosse un animale molto piccolo, del peso di circa tre chilogrammi. I denti sono molto simili a quelli di altri primati africani (Dendropithecus, Limnopithecus), un tempo considerati vicini all'origine dei gibboni. Se fosse stato effettivamente simile ai dendropiteci, è probabile che Micropithecus fosse una piccola scimmia arboricola, forse priva di coda e dalle lunghe braccia.

## Classificazione
Micropithecus venne descritto per la prima volta nel 1975, sulla base di resti fossili ritrovati in terreni del Miocene inferiore in Uganda; la specie tipo è Micropithecus clarki. Altri fossili simili a questa specie sono stati ritrovati in Kenya (Leakey e Walker, 1985). Una mandibola fossile proveniente sempre dal Kenya, ma da terreni più recenti (Miocene medio dell'Isola di Maboko) è stata descritta come una nuova specie di Micropithecus, M. leakeyorum. 
Micropithecus, a causa dei resti frammentari, non gode di una classificazione chiara; è stato in passato avvicinato all'origine dei gibboni, e con altri animali simili è stato incluso nella famiglia dei dendropitecidi (Zalmout et al., 2010). Altri studiosi non ritengono che Micropithecus sia appartenuto a questo gruppo, ma non lo attribuiscono a un particolare gruppo di catarrine.

## Paleoecologia
Sembra che la specie M. leakeyorum fosse meno specializzata nella dieta frugivora rispetto a M. clarki, e probabilmente includeva nella sua dieta una maggiore proporzione di foglie tenere o frutti di consistenza più dura. Ciò sarebbe in accordo con un cambiamento generale nella dieta della comunità delle catarrine, da una dieta frugivora generalista nel Miocene inferiore a una dieta maggiormente a base di foglie durante il Miocene medio (Harrison, 1989).